# بورکی (شهرستان سوکوووف)
بورکی (به لهستانی:  Borki) یک روستا در لهستان است که در گمینا ستردنگ واقع شده‌است.